# Embardée

Le mouvement d'embardée (2)

Une embardée désigne le déplacement latéral d'un bateau selon un plan horizontal dans l'axe transversal (de bâbord à tribord), c'est l'un des trois déplacements possibles d'un navire avec le pilonnement et le cavalement,,.
Les navires étant en général assez stables sur leur route, les embardées sont souvent de faible amplitude et ne sont causées que par de grosses vagues, le vent, ou par l'inattention ou l'inexpérience de l'homme de barre.

## Tableau de synthèse
| Axe de rotation ou de déplacement | Déplacement                                                    | Mouvement rotationnel | Mouvement rotationnel                                   | Angle                            | Schéma |
| --------------------------------- | -------------------------------------------------------------- | --- | ------------------------------------------------------- | -------------------------------- | ------ |
| x : Longitudinal                  | Cavalement (3) : Déplacement horizontal d'avant en arrière     | Roulis (6) : Oscillation latérale de bâbord à tribord (vagues, vent...)                                                             | Axe de rotation dans la plus grande longueur du bateau. | Gite / Angle de roulis           |        |
| y : Transversal                   | Embardée (2) : Déplacement horizontal latéral                  | Tangage (5) : Oscillation d'avant en arrière, la proue se relève et s'abaisse (vagues...)                                           | Axe de rotation dans la largeur du bateau               | Assiette (pas de sens en marine) |        |
| z : Vertical                      | Pilonnement (1) : Déplacement vertical de l'altitude du bateau | Lacet (4) : Oscillation sur le plan horizontal, modifiant le cap (mouvement de la barre, dérive lié au courant, au vent, vagues...) | Axe de rotation coaxiale au mât                         | Cap                              |        |